# Eurelectric
Eurelectric (Eigenschreibweise "Eurelectric"; vollständiger Name: "Union der Elektrizitätswirtschaft -", englisch "The Union of the Electricity Industry - Eurelectric") ist ein Branchenverband der europäischen Elektrizitätswirtschaft. 

## Ziele und Aktivitäten
Der Verband repräsentiert den europäischen Stromsektor mit Mitgliedern in mehr als 32 europäischen Staaten und bündelt somit die Interessenvertretung von mehr als 3500 Unternehmen in den Bereichen Stromerzeugung, Verteilung und Versorgung. Eurelectric betreibt Lobbyingarbeit im Rahmen der Energiewirtschafts- und Energiepolitik der Europäischen Union. Des Weiteren leistet der Verband Informations- und Öffentlichkeitsarbeit, fördert den Informations- und Erfahrungsaustausch zwischen den Mitgliedern, veranstaltet jährlich eine Konferenz zur E-Wirtschaft und vergibt einen Preis an Persönlichkeiten aus der Branche.

## Geschichte
Der Verband entstand 1999 durch Zusammenschluss der Vorgängerorganisationen UNIPEDE und Eurelectric. Die ehemalige Eurelectric (vor dem Zusammenschluss) war eine reine Lobbyorganisation, deren Aktivitäten und Mitglieder auf die EU beschränkt waren. Gegründet wurde der Verband mit Sitz in Brüssel im Jahr 1989. UNIPEDE (französisch Union Internationale des Producteurs et Distributeurs d'Energie Electrique, englisch International Union of Producers and Distributors of Electrical Energy) hingegen war ein bereits 1925 gegründeter Verband der Stromerzeugungs- und Transportunternehmen mit Sitz in Paris, deren Mitglieder aus ganz Europa (nicht nur EU) und auch aus anderen Erdteilen kamen.

## Mitglieder
Die etwa 100 Mitgliedersverbände und -unternehmen wurden von Eurelectric wie folgt unterteilt:
- Europäische Vollmitglieder (mit Stimmrecht), überwiegend aus EU-Staaten und Beitrittskandidaten:
  -  Österreich: Österreichs E-Wirtschaft, vormals Verband der Elektrizitätsunternehmen Österreichs (VEÖ)
  -  Deutschland: Bundesverband der Energie- und Wasserwirtschaft (BDEW)
  -  Schweiz: Verband Schweizerischer Elektrizitätsunternehmen (VSE)
  -  Belgien - Federation of Belgian Electricity and Gas Companies (FEBEG)
  -  Bulgarien - NEK EAD (НЕК ЕАД)
  -  Kroatien - Croatian EURELECTRIC Section, kroatisches Handelsministerium
  -  Zypern - Electricity Authority of Cyprus
  -  Tschechien - CSZE - Czech Association of Employers in Electricity Industry
  -  Dänemark - Danish Energy Association
  -  Estland - Union of Electricity Industry of Estonia
  -  Finnland - Energiateollisuus ry
  -  Frankreich - Union Française de l'Electricité (UFE)
  -  Griechenland - Hellenic Electricity Association (HELAS)
  -  Ungarn - Hungarian EURELECTRIC Association - EMT
  -  Island - SAMORKA Icelandic Energy and Utilities
  -  Irland - National Electricity Association of Ireland Limited
  -  Italien - Union of Italian Electricity (UNEI)
  -  Lettland - Latvian Association of Power Engineers and Energy Constructors (LEEA)
  -  Litauen - Lithuanian Electricity Association
  -  Luxemburg - Organisation des Entreprises d’Electricité du Luxembourg / National Luxembourg Association
  -  Mazedonien - Macedonian Energy Association – MEA
  -  Malta - ENEMALTA Corporation
  -  Niederlande - EnergieNed, Association of Energy Producers, Traders and Retailers in the Netherlands
  -  Norwegen - Norwegian Electricity Industry Association (EBL)
  -  Polen - Polish Electricity Association (PKEE)
  -  Portugal - ELECPOR, Portuguese Association of Electric Power Utilities
  -  Rumänien - IRE - Romanian Institute for Energy Development Studies
  -  Slowakei - Union of Employers of Power Industry in Slovakia (ZZES)
  -  Slowenien - Slowenisches Handelsministerium, Abteilung Energie, EURELECTRIC Section
  -  Spanien - Asociación Espanola de la Industria Eléctrica (UNESA)
  -  Schweden - Svensk Energi Swedenergy AB
  -  Türkei - TESAB (Association of Turkish Electricity Industry)
  -  Vereinigtes Königreich - Association of Electricity Producers (AEP); Energy Networks Association (ENA)

- Angeschlossene Mitglieder (ohne Stimmrecht), darunter:
  - aus Europa:
    -  Albanien - Korporata Elektroenergjitike Shqiptare (KESH)
    - Balearische Inseln - Belenergo
    -  Bosnien und Herzegowina - Elektroprivreda Bosne i Hercegovine
    -  Monaco - Société Monégasque de l'Électricite et du Gaz (SMEG)
    -  Montenegro - Elektroprivreda Crne Gore, A.D. (EPCG)
    -  Russland - NP "Market Council"
    -  Serbien - Elektroprivreda Srbije
    -  Ukraine - Ukrenergo
    -  Jersey - Jersey Electricity Company Ltd.

  - aus südlichen Mittelmeeranrainerstaaten:
    -  Algerien - Société Algérienne de l'Electricité et du Gaz (SONELGAZ)
    -  Ägypten - Egyptian Electricity Holding Company (EEHC)
    -  Israel - The Israel Electric Corporation Ltd.
    -  Marokko - Office National de l'Électricité (ONE)
    -  Tunesien - Société Tunisienne de l'Électricité et du Gaz (STEG)

  - International angeschlossene Mitglieder:
    -  Japan - Central Research Institute of Electric Power Industry (CRIEPI)
    -  Kasachstan - Kazakhstan Electricity Grid Operating Company
    -  Mauritius - Central Electricity Board (CEB)
    -  Mexiko - Comisión Federal de Electricidad
    -  Vereinigte Arabische Emirate - Abu Dhabi Water and Electricity Authority (ADWEA), UAE

- Weiter ca. 40 Energieversorgungsunternehmen sowie Zuliefer- und Dienstleistungsunternehmen der Energiewirtschaft